# جيكوب إبستين

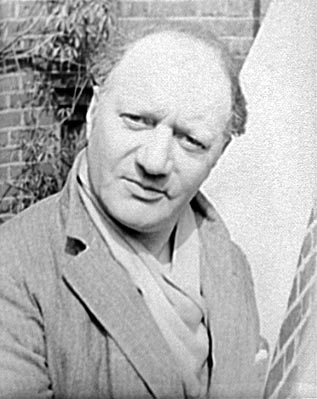
جيكوب إبستين

جيكوب إبستين Sir Jacob Epstein (ولد 10 نوفمبر 1880 - توفي 19 أغسطس 1959) نحّات يهودي أمريكي أنجز معظم أعماله في إنجلترا. يعتبر رائدا في النحت الحديث إذ أثار أسلوبه الجديد الذي اتسم بالكتل والمسطحات الكبيرة المبتكرة جدلا بين نقاد الفن.
من أحسن أعماله بعض رءوس من البرونز لشخصيات معروفة، وتماثيل فينوس بالرخام والمسيح بالبرونز وآدم ((يعقوب والملاك)).

## نشأته وتعليمه
والدا إبستين، ماكس وماري إبستين، لاجئان يهوديان بولنديان، ويقطنان في حيّ لوور إيست سايد في مدينة نيويورك. كانت عائلته من الطبقة الوسطى، وكان ترتيبه الثالث من بين خمسة أولاد. جاء اهتمامه بالرسم من وراء جلوسه لفترات طويلة بسبب المرض؛ عانى في صغره من التهاب الجنبة.
درس الفن كمراهق نيويوركي، يرسم المدينة، وانضم إلى رابطة طلاب الفن في نيويورك عام 1900. لكسب معيشته، اشتغل في مسبكٍ للبرونز نهارًا، ودرس تشكيلات النحت والرسم ليلًا.
كان أول تكليف كبير لإبستين، تصميم الرسومات التوضيحية لكتاب هوتشينز هابغود عام 1902 روح الغيتو. استخدم إبستين المال الذي حصل عليه من هذا العمل للانتقال إلى باريس.

## الانتقال إلى أوروبا
انتقل إلى أوروبا عام 1902، درس في باريس في أكاديمية جوليان ومدرسة الفنون الجميلة. استقر في لندن عام 1905 وتزوج من مارغريت دانلوب عام 1906.
أصبح إبستين من الرعية البريطانية في 4 يناير عام 1911. نحت إبستين العديد من أعماله في منزله ببلدة لاوتن، إيسيكس، سكن في البداية في المنزل رقم 49 وبعدها في الرقم 50 في بالدوين هيل (وهناك علامة تذكارية زرقاء على البناء رقم 50).
خدم لفترة قصيرة في الكتيبة الثامنة والثلاثين من الغدارين الملكيين، المعروفة باسم الفيلق اليهودي خلال الحرب العالمية الأولى؛ وفي أعقاب الفشل، سُرّح عام 1918 دون أن يغادر إنجلترا.

### العمل
في لندن، انضم إبستين إلى جماعة من الفنانين البوهيميين. مُتمردًا على الزخرفة، الفن الجميل، صنع أشكالًا جريئة، وكثيرًا ما كانت فظة وكبيرة من البرونز والحجر. تميّز نحته بالواقعية القوية وغير المصقولة. كثيرًا ما صدمت أعماله - الطليعية في المبدأ والأسلوب- الجمهور. هذا ليس فقط بسبب محتواها الجنسي (الواضح كثيرًا)، لكن أيضًا بسبب أنه، عن قصد، ابتعد عن أعمال النحت اليوناني التقليدي المفضلة لدى أكاديمية النحاتين الأوروبيين، وذلك لتجربة نواحي جمالية متنوعة جدًا ومستوحاة من تقاليد الفن في الهند وغرب أفريقيا وجزر المحيط الهادئ. على أية حال، أطلق السكان في ليفربول على منحوتته التي تمثل رجلًا عاريًا على باب محل ليويس اسم «ديكي ليويس» (ليويس ذو القضيب).
ربما ركزت مثل هذه العوامل اهتمامًا مُتباينًا في جوانب معينة من مسيرة إبستين المهنية الطويلة والمُثمرة، التي أثار خلالها العداء، وبخاصة حين تعلق الأمر بتحدي المحظورات الذي أحاط بتصويراته الجنسانية.
لم تكن لندن جاهزة لعمل إبستين الكبير الأول – 18 منحوتة عارية كبيرة صُنعت عام 1908 لواجهة بناء تشارلز هولدن للمؤسسة الطبية البريطانية في الطريق الرئيسي (الآن سفارة زيمبابوي)، اعتُبرت في بداية الأمر صادمة لأحاسيس الشعب في عهد الملك إدوارد السابع، أيضًا، يرجع السبب الرئيسي في ذلك إلى اعتباره هذه المنحوتات واضحة جنسيًا بشكل كبير. غير أنه من نواحي الفن التاريخي، تلك المنحوتات مثيرة للجدل لسبب مختلف تمامًا: مثّلوا محاولة إبستين الجذرية الأولى للذهاب بعيدًا عن فن الأيقونات الأوروبي التقليدي لصالح مقومات مُستمدة من وسط نحتي آخر– وهو النحت الهندي التقليدي. لعلّهم رأوا أنه أدخل - في التشكيلات الأنثوية على وجه الخصوص - عن قصد تلك الوضعيات وإيماءات الأيدي من الفن البوذي والجايني والهندوسي من شبه القارة بشكل لا لبس فيه. لا يرتبط الوضع الحالي المشوّه للعديد من المنحوتات بالرقابة المتزمتة بشكل كامل؛ يرجع سبب الضرر إلى الخطر الكامن في العناصر النافرة المتكسرة بعد أن سقطت أجزاء من أحد التماثيل في ثلاثينيات القرن العشرين.
واحدة من أشهر أعمال إبستين هي ضريح أوسكار وايلد في مدفن بير لاشيز، في باريس، «التي حُكم عليها بأنها مُشينة وفي مرحلة ما غطته الشرطة الفرنسية بالقماش المشمّع»
بين عام 1913 وعام 1915، انضم إبستين إلى الحركة الدوّاميّة التي لم تدم طويلًا وشكّل واحدة من أشهر منحوتاته وهي مثقب الحجر.
في عام 1915، جون كوين، أميركي ثريّ، جامع وزبون للفن المُعاصر، اشترى بعض منحوتات إبستين لإضافتها إلى مجموعته الخاصة.
في عام 1916، كُلّف إبستين من قِبل الفيكونت تريديغر لتشكيل رأس من البرونز للشاعر دبليو.إتش.دايفس من مدينة نيوبورت. هذه المنحوتة البرونزية، اعتبرها الكثيرون كأكثر تقليد دقيق ومُتقن لدايفس وامتلك دايفس بنفسه نسخةً منها، يمكن إيجادها في متحف ومعرض نيوبورت الفني.
في عام 1928، نحت إبستين رأس المغني المشهور ونجم الأفلام بول روبيسون.
في عام 1929، ولّد عمل إبستين المكلّف به من قِبل هولدن للمقر الرئيسي لبناء السكك الحديدية الكهربائية في لندن جدل آخر. اعتُبرت منحوتاته العارية  نهار وليل فوق مداخل بناء  55 برودواي مرة أخرى غير لائقة واحتدم النقاش لبعضٍ من الوقت إزاء مطالب لإزالة هذه التماثيل المُهينة والتي نُحتت في الموقع. وصلوا في النهاية إلى تسوية لتعديل الشكل الأصغر من أصل شكلين متمثلين في منحوتة نهار. لكن أثرت هذه الجدالات على تكليفاته في الأعمال العامة والتي توقفت حتى الحرب العالمية الثانية.
بين أواخر الثلاثينيات وأواسط الخمسينيات من القرن العشرين، عُرضت أعمال عديدة لإبستين في بلاكبول. عُرضت منحوتاته  آدم، كونسوماتوم إست، جيكوب والملاك، التكوين، وأعمال أخرى، أول الأمر في محل قديم للأقمشة وكانت مُحاطة بستائر من المخمل الأحمر. فُتح الباب أمام الحشد بتكلفة شيلينغ واحد للدخول من قِبل مُنادٍ في الشارع أمام المحل. بعد جولة صغيرة من هذه النزهة الترفيهية الأمريكية، أُعيدت الأعمال إلى بلاكبول وعُرضت في قسم التحف الغريبة التشريحي في معرض لويس توسو للشمع. عُرضت الأعمال جنبًا إلى جنب مع الدمى المتحركة الراقصة وأجزاء مريضة من الجسم وطفلين من التوأم (السيامي) الملتصق في مرطبانات. لعلّ إدراج إبستين في سياق التحف الغريبة المُخيفة قد أضاف إلى قراره بعدم تشكيل المنحوتات الصريحة ذات المقاييس الكبيرة مرة أخرى.
شكّلت منحوتات البورتريه البرونزية أحد أعمال إبستين الأساسية، ولعلّها الأكثر شهرة. كثيرًا ما كانت تُنفذ هذه المنحوتات بأسطح ذات قوام قاسٍ، ونُفذت الأسطح المستوية الصغيرة والتفاصيل الوجهية بطريقة تعبيرية أظهرت مهارة مُنفذها. توجد بعض الأمثلة الجيدة عن هذه المنحوتات في المعرض الوطني للبورتريه. مثال آخر هو التمثال النصفي لمدير نادي آرسنال هيربرت تشابمان الذي وُضع في قاعات الرخام في هايبري لعدة سنوات قبل أن يُنقل إلى إستاد الإمارات الجديد.
خلال الحرب العالمية الثانية، طُلب من إبستين أن يأخذ 6 مُهمات للهيئة الاستشارية لفناني الحرب.
بعد إكماله للتمثال النصفي لعميد الأسطول البحري السير آندرو كانينغهام، والجنرال السير آلان كانينغهام، ومارشال الجوية السير تشارلز بورتال – وإرنست بيفين، قبل إبستين عملًا بتشكيل تماثيل نصفية لجون آندرسون ووينستون تشرشل. أكمل التمثال النصفي لونستون تشرشل في عام 1947.
عُلّق تمثال المسيح الضابط الكل من الألمنيوم لإبستين (1954 – 1955)، فوق صحن الكنيسة في كاتدرائية لانداف في مدينة كارديف، على قوس من الخرسانة من تصميم جورج بايس.
كانت منحوتاته الكبيرة هي الأكثر تعبيرًا وغير تقليدية أبدًا، لكن أيضًا الأكثر عرضة للانتقاد (الهجوم). تمثيله لمنحوتة ريما، أحد أشهر شخصيات الكاتب دبليو.إتش.هادسون، تزيّن السياج الهادئ في هايد بارك.
حتى هناك، قام أحد الزوّار بسبب غضبه من المنحوتة بتلويثها بالطلاء. كانت واحدة من 250 منحوتة عُرضت في المعرض الثالث للنحت العالمي، الذي نظمته مؤسسة فيرمونت بارك (الآن مؤسسة الفن العام)، والذي أقيم في متحف فيلادلفيا للفنون في صيف عام 1949.
كان إبستين كثيرًا ما ينحت صور أصدقاءه ومعارفه الشخصيين العاديين، وحتى أشخاص قام بسحبهم من الشارع إلى مرسمه بشكل عشوائي. حتى في يوم وفاته كان يعمل.
كان يرسم أيضًا؛ كانت العديد من لوحاته المرسومة بالألوان المائية وألوان الغواش عن غابة إيبنغ، حيث عاش (في لاوتن) ونحت. عُرضت هذه الأعمال كثيرًا في معارض ليسِستر في لندن.
يعود تاريخ أعماله  مونكوود، خريف، بركة، غابة إيبنغ  إلى 1944 – 1945.
كان إبستين يهوديًّا، وأخذت التقييمات النقدية السلبية لأعماله في بعض الأحيان طابعًا معاديًا للسامية، إلا أنه لم يُرجع «النقد غير المحبذ الاعتيادي» لأعماله إلى معاداة السامية.
قابل إبستين آلبرت آينشتاين في رونغتن هيث، نورفولك، في عام 1933 في ثلاث جلسات لتشكيل تمثال نصفي له. تذكر لقاءه مع آينشتاين بقوله «كان في نظرته مزيج من الإنسانية، الظرافة والعمق. أبهجتني هذه التركيبة. شابَه رامبرانت الهرِم».

## روابط خارجية
- جيكوب إبستين على موقع الموسوعة البريطانية (الإنجليزية)
- جيكوب إبستين على موقع مونزينجر (الألمانية)
- جيكوب إبستين على موقع إن إن دي بي (الإنجليزية)